# Bataille de Fort Ridgely
Guerre des Sioux de 1862
Guerre de Sécession
Batailles
Guerre des Sioux de 1862 :
- Agence Lower Sioux
- Redwood Ferry
- New Ulm
- Fort Ridgely
- Birch Coulee
- Fort Abercrombie
- Wood Lake

La bataille de Fort Ridgely est l'une des premières batailles de la guerre des Sioux de 1862. Construit entre 1853 et 1855 dans le sud de ce qui était alors le Territoire du Minnesota, le fort Ridgely était le seul poste militaire entre les réserves de Sioux et les colons.

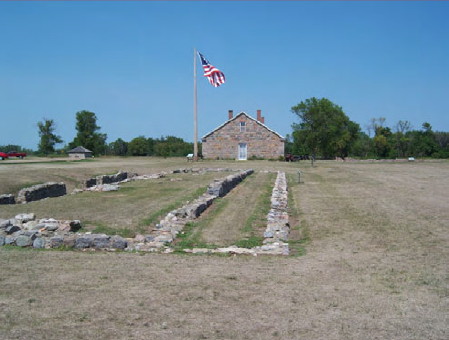
Les ruines historiques de Fort Ridgely.

## Contexte
Le 18 août 1862, l'agence des Lower Sioux dans le comté de Renville au Minnesota est attaquée par des Amérindiens. Les Amérindiens sont venus à l'agence pour faire du troc afin d'obtenir la nourriture qui a été retenue jusqu'à ce qu'ils souffrent de famine. Il y a une discussion entre les principaux hommes blancs et la direction de l'agence des Lower Sioux. L'agent principal est contre, mais les autres hommes le persuade de donner aux Amérindiens une petite quantité de porc séché et de la farine. L'agent ajoute alors que la nourriture ne sera donnée qu'à la réserve dans la matinée et seulement si les Amérindiens y retournent immédiatement. Jusqu'à ce moment, les Amérindiens bien armés sont restés pacifiquement sous la forte chaleur d'août. Les 67 hommes blancs en grande infériorité numérique sont alors dans une situation inconfortable après cette injonction et commencent à former de petits groupes pour retourner dans leurs maisons. Le combat inévitable débute avec quelques guerriers poursuivant les colons qui sont partis, tandis que les autres restent pour combattre ceux qui se terrent dans le bâtiment de l'agence. En quelques heures, 20 blancs sont tués et 10 capturés. Quelques survivants s'échappent, se dirigeant vers fort Ridgely, tandis que la majorité essaie de courir chez eux et leurs familles. Les hommes retournant chez eux élaborent des plans pour se regrouper dans la matinée afin d'atteindre le fort.
J.C. Dickinson, qui semble être le premier à s'échapper, met sa famille dans un chariot pour rejoindre fort Ridgely, où personne ne croit qu'il y a eu une attaque. D'autres colons arrivent, convainquant le capitaine John S. Marsh, compagnie B, 5th Minnesota, que l'agence a été attaquée. Marsh donne l'ordre à Drummer Charles M. Culver, âgé de 12 ans (il mourra en 1943 à l'âge de 93 ans, alors le dernier survivant de la compagnie B) de battre le rappel. Environ 74 hommes y répondent, parmi eux le capitaine Marsh, le second-lieutenant Thomas P. Gere, environ 4 sergents, 7 caporaux, et environ 62 soldats. Marsh choisit 46 hommes, parmi eux un interprète indien Peter Quinn, pour se mettre en route pour l'agence. Le long du chemin, ils voient beaucoup de morts, blancs et amérindiens. Quinn est le premier à être tué par le chef White Dog, ainsi que 10 des soldats. En fin d'après-midi, il ne reste au capitaine Marsh que onze hommes dans son détachement. Marsh décide de retourner vers le fort et essaie de faire traverser la rivière Minnesota à ses hommes. Marsh est un bon nageur, mais a une crampe. Le sergent John F. Bishop, le sous-officier de plus haut rang, ordonne aux soldats John Brennan, James Dunn, et Stephen Van Buren de nager pour rejoindre Marsh. Brennan l'atteint en premier, et Marsh attrape l'épaule de Brennan mais le lâche. Marsh se noie et les hommes voient son corps flotter dans la rivière. Il avait 28 ans (voir bataille de Redwood Ferry). Le sergent Bishop ramène les onze hommes restant au fort. Ils arrivent avant minuit et la bataille de Redwood commence.
Avant le départ de Marsh, il avait envoyé un message au lieutenant Sheehan, qui avait quitté le Fort Ridgely le 17 août 1862, de revenir avec 50 hommes de la compagnie C, 5th Minnesota. Quand Bishop et Sheehan se rencontrent, ils envoient le soldat William J. Sturgis pour donner l'alarme, spécialement au gouverneur du Minnesota Alexander Ramsey à propos du soulèvement. Le lieutenant Norman K. Culver, compagnie B, et d'autres commencent le recrutement de volontaires à St. Paul, et ils arrivent à Fort Ridgely avec les « Renville Rangers » comme renfort. Il y a environ 50 hommes blancs sous les ordres du premier lieutenant James Gorman, des hommes qui allaient s'engager pour le service pour la guerre de Sécession, mais qui se déroutent vers Fort Ridgely avec un fusil Harper et trois cartouches chacun. En tout, environ 70 citoyens du Minnesota s'enrôlent. Environ 10 d'entre eux sont des femmes et les autres sont des familiers des soldats. Les effectifs de la compagnie B passe de 65 à plus de 200. Certains notables incluent Sutler B.H. Randall, le sergent d'ordonnance John Jones, Dr. Alfred Muller, et le commandant E.A.C. Hatch, un officier expérimenté de cavalerie qui un jour commandera le Hatch's Battalion, Minnesota Volunteer Cavalry.

## Bataille
Le 20 août 1862, une journée ensoleillée, le lieutenant Timothy J. Sheehan, de la compagnie C, commande le Fort Ridgely. Le premier lieutenant Culver, de la compagnie B, est le commissaire et quartier-maître. Huit hommes sont blessés ou affectés au service de l'hôpital. Le fort tente de s'adapter à l'arrivée de tous les volontaires qui arrivent. Soudain, 400 Amérindiens présumés attaquent le poste mal préparé. Les premiers tirs tuent le soldat Mark. M. Greer, de la compagnie C, et blessent le caporal William Good, de la compagnie B. Good reçoit une balle dans le front et est déclaré mort mais il survivra et finalement sera réformé pour invalidité le 24 octobre 1862. Le sergent Bishop commande les piquets et attend un indien nommé Little Crow et ses guerriers, mais en vain. Plusieurs soldats sont blessés. Le soldat William H. Blodgett, de la compagnie B, est blessé dans la colonne vertébrale mais continue de combattre. À la fin de la bataille cinq soldats sont tués et quinze autres blessés.
Le lendemain un orage éclate, permettant aux hommes et aux femmes présents dans le fort d'organiser le poste et de renforcer les défenses. Le sergent d'ordonnance Jones a trois canons de six livres, deux de douze livres et un de vingt-quatre livres. Jones dirige le canon de 24 livres, tandis que les sergents James G. McGrew et Bishop dirigent les douze livres. Dans la zone de 40 kilomètres autour du fort, les colons blancs essaient de s'échapper pendant deux jours, et leurs corps et leurs maisons incendiées marquent le paysage. Les Amérindiens sont passés par toutes les maisons et les chariots à la recherche de nourriture et de biens à ramener à la réserve. Quelques femmes et enfants ont été enlevés, mais pour la plupart, les colons ont été tués, pour beaucoup d'entre eux sauvagement. Selon une source, un récit de Justina Kreiger raconte qu'un groupe de colons partis le 18 août 1862 et ont été pratiquement tous tués, alors qu'elle ne rejoint le fort que le 3 septembre 1862. Elle est sauvée au prix d'un grand effort alors qu'elle souffre de blessures létales et qu'elle est aussi pratiquement morte de faim.
Le 22 août 1862, le soleil brille, et démontre que les amérindiens ont utilisé la journée de pluie pour rassembler 800 d'entre eux pour attaquer le fort. La première attaque est repoussée et de plus petites attaques sont lancées tout au long de la journée, la plupart pour maintenir les soldats en alerte et à leur poste. Aux heures plus douces de la soirée, les guerriers du Dakota lancent une attaque plus sérieuse sur le côté nord du fort. Le lieutenant Sheehan est forcé de donner l'ordre de mettre le feu aux bâtiments de ce côté lorsqu'il s'inquiète de ce que les Amérindiens s'infiltrent dans le fort par ceux-ci. Les hommes regardent les bâtiments partir en flammes. Les Amérindiens se retirent dans l'obscurité. Little Crow et les autres chefs amérindiens maintiennent leur siège jusqu'au 17 août 1862, lorsque le colonel Henry H. Sibley arrive avec 1 400 hommes entraînés de la milice. Le colonel Sibley prend la responsabilité du commandement de l'ensemble des forces, qui comprend des éléments du 5th et du 6th Iowa State Militia.

## Conséquences
Les Amérindiens quittent le fort Ridgely et de petits groupes continuent d'attaquer diverses colonies de blancs jusqu'au 23 septembre 1862, où un grand groupe est capturé à Wood Lake. Environ 400 sont capturés, 393 sont poursuivis devant un tribunal, et 303 condamnés à mort. Une estimation donne le chiffre de 500 blancs, miliciens ou civils, tués lors de l’insurrection. Le président Abraham Lincoln réduit à trente-huit le nombre des exécutions. Un homme est gracié le 25 décembre 1862 parce qu'il était présent à une quinzaine de kilomètres de l'action pour laquelle il avait été condamné. Trente-huit hommes Dakota sont pendus le 26 décembre 1862, à Mankato, Minnesota, la plus grande exécution de masse de l'histoire américaine.
Pour la liste des soldats, consulter :
Company B, Fifth Minnesota Infantry, Recollections of the Sioux Massacre, 1909, pages 82–83
Company C, Fifth Minnesota Infantry, Recollections of the Sioux Massacre, 1909, pages 83–84
Renville Rangers, Recollections of the Sioux Massacre, 1909, pages 84–85
Post Locals, page 85
Citizens, 120-121